# Autodelta
Autodelta SpA foi o departamento de competição da Alfa Romeo. Fundada em 1961 como Auto-Delta, a empresa foi iniciada por Carlo Chiti e Lodovico Chizzola, ex-engenheiros da Alfa Romeo e da Ferrari. A equipe tornou-se oficialmente um departamento da Alfa Romeo em 5 de março de 1963. A equipe foi originalmente baseada em Feletto Umberto, Udine, antes de se mudar para perto das instalações da Alfa Romeo em Settimo Milanese em 1964 e se tornar oficialmente Autodelta SpA. Isso permitiu que a Autodelta utilizasse a pista de testes de Balocco para novos carros de corrida e protótipos.
O objetivo da empresa era levar a Alfa Romeo de volta ao topo do automobilismo após o sucesso da Alfa Romeo na década de 1950. O primeiro carro desenvolvido em conjunto com a Alfa Romeo e Autodelta foi o Giulia TZ, apresentado em junho de 1962. O TZ foi atualizado para TZ2 em 1965, com ambos os carros conquistando muitas vitórias em vários campeonatos. Alfa Romeo e Autodelta mais tarde apresentariam o GTA, obtendo ainda mais sucesso.
Depois do sucesso nas corridas de gran turismo, Chiti convenceu a Alfa Romeo a desenvolver carros esportivos para o Campeonato Mundial de Carros Esportivos. A Alfa Romeo produziu motores V8 de 2.0, 2.5 e 3.0 litros, e posteriormente um motor flat-12 para o que se tornaria o carro de corrida Tipo 33. Esse programa de corrida levou a Alfa Romeo a vencer os campeonatos de construtores no Campeonato Mundial de Resistência em 1975 e 1977. A Autodelta fabricou uma versão de estrada do Tipo 33, o Alfa Romeo 33 Stradale, entre 1967 e 1969.
Após vencer os campeonatos de carros esportivos, a Alfa Romeo passou a fornecer motores para a equipe de Fórmula 1 da Brabham e eventualmente retornou ao esporte com uma equipe de fábrica em 1979, administrada pela Autodelta. A equipe também preparou carros de rali da Alfa Romeo, como o Alfetta GTV.
Embora a divisão tenha sido gradualmente eliminada, a Alfa Romeo usou novamente o nome Autodelta para sua equipe AutoDelta Squadra Corse no Campeonato Europeu de Carros de Turismo administrado pela N.Technology.